# 孟昶墓
孟昶墓中国五代十国后蜀后主孟昶的陵墓。
孟昶墓址在今河南省开封市祥符区朱仙镇大孟昶村，墓葬外形为一圆形的大土丘，为著名的“朱仙八景”之一。2008年6月16日登录为第五批河南省文物保护单位。大孟昶村仍存有孟昶墓碑，为清文宗咸丰七年（1857年）由通许知县所刻。